# Zafar Younis
Zafar Younis es un personaje ficticio que aparece en la popular serie británica Spooks, interpretado por el actor Raza Jaffrey desde el 13 de diciembre de 2004 hasta el 16 de octubre de 2007.

## Biografía
Zaf nació en 1977 de padre pakistaní y una madre exmodelo; es el cuarto de siete hijos, con dos hermanos mayores. Su tiempo en la escuela fue fácil pero a los 16 años se unió a un grupo musulmán ocasionando que se alejara de sus amigos, sin embargo sus dos hermanos mayores lo retiraron. Es una persona ingeniosa, optimista, brillante, divertida y llena de ideas.
Después de dejar la escuela, tomó dos años, luego fue a la Universidad de Mánchester a estudiar geografía y luego asistió a relaciones internacionales. Aplicó para unirse a los servicios de seguridad en noviembre del 2001, pero después de impresionar con sus habilidades en manejo durante su entrenamiento feu mandado al SIS, donde trabajó en un escritorio al Norte de África.

## Cuarta&Quinta Temporadas
Zaf hizo su primera aparición en el 2004 en el episodio "The Suffering of Strangers", donde ayudó a Adam a salvar a su esposa Fiona Carter y a Danny Hunter, luego de que fueran capturados y mantenidos como rehenes; sin embargo Danny fue ejecutado. Al terminar el día y con la muerte de Danny, Adam lo invita a unirse al grupo y el acepta. Desde entonces ha sido un fiel miembro del equipo y dedicado a sus operaciones. Adam Carter y Zaf trabajaron juntos en el MI6 antes de trabajar en el MI5 y mantienen una buena amistad.
Zafar disfruta estar en el campo, en lugar de estar detrás de un escritorio, y sobresale en el trabajo encubierto, confía en Adam aunque en ocasiones no estén de acuerdo. Durante las temporadas 4 y 5 se muestra tener una relación con su compañera la agente Jo Portman.

## Sexta&Séptima Temporadas
Durante su tiempo en la sección tuvo muchos éxitos en las operaciones, como infiltrarse en la célula de Al Qaeda, persuadir a un francotirador y neutralizar una amenaza hecha por el shining dawn, sin embargo durante la sexta temporada luego de ser enviado a Irán fue secuestrado por unos terroristas y su destino se volvió incierto hasta el final de la temporada cuando se revela que fue capturado por los Red-backs unos mercenarios encargados de atrapar agentes para sacarles información y vendido a otros terroristas, su cuerpo fue encontrado al norte de Pakistán.